# Schray (Wertach)
Schray ist ein Ortsteil der Gemeinde Wertach im schwäbischen Landkreis Oberallgäu.
Die Einöde liegt etwa zwei Kilometer nördlich von Wertach auf einem Höhenrücken.